# Kouvervaara
Kouvervaara är en kulle i Finland.   Den ligger i den ekonomiska regionen  Koillismaa ekonomiska region  och landskapet Norra Österbotten, i den nordöstra delen av landet, 700 km norr om huvudstaden Helsingfors. Toppen på Kouvervaara är 404 meter över havet, eller 164 meter över den omgivande terrängen. Bredden vid basen är 3,6 km. Kouvervaara ingår i Haapovaarat.
Terrängen runt Kouvervaara är huvudsakligen platt, men den allra närmaste omgivningen är kuperad. Runt Kouvervaara är det mycket glesbefolkat, med 2 invånare per kvadratkilometer.